# ウィリアム・グレゴール
ウィリアム・グレゴールまたはグレガー（William Gregor、1761年12月25日 - 1817年6月11日)はイギリスの牧師、アマチュア鉱物学者である。1791年チタンの含まれる鉱物を発見した。
コーンウォールの牧師の時代に、鉱物の収集と分析を行い、アマチュアながら優れた分析技術をもつ鉱物学者となった。コンウォールの彼の教区内のメナカン谷から採取した磁性の砂の中にこれまで知られていない元素の酸化物があることを発見し、1791年にメナカナイトと命名し論文にした。1795年にマルティン・クロプロートが別の鉱石から発見し、チタンと命名した金属と同じ物であったことが証明されたので、チタンの発見者とされることがある。
グレゴールは風景画、エッチング、音楽にも才能を示した。